# Derk-Hayo Reimers
Derk-Hayo Reimers (* 1954) ist ein deutscher Wirtschaftswissenschaftler.

## Leben
Nach dem Studium der Wirtschaftswissenschaften erwarb Reimers im Jahr 1980/81 zunächst das Magister Artium an der Kansas State University (USA) und promovierte im Jahr 1986 an der Justus-Liebig-Universität Gießen. Im Anschluss daran war Reimers für zehn Jahre für die Kreditanstalt für Wiederaufbau (KfW) und die Agence francaise de Dévelopment (AfD) mit der Leitung und Durchführung verschiedener Entwicklungshilfeprojekte betraut und wirkte bei der KfW zuletzt als stellvertretender Abteilungsleiter für Westafrika.
Von 1996 bis 2018 war er Professor für Wirtschaftswissenschaften an der Fachhochschule Gießen-Friedberg, der heutigen Technischen Hochschule Mittelhessen.
Reimers war einer der 68 Hauptzeichner der Wahlalternative 2013. Er war zunächst Unterstützer und später auch Mitglied der im Frühjahr 2013 gegründeten Partei Alternative für Deutschland, trat aber im Juni 2015 aufgrund der rechtspopulistischen Unterwanderung und des damit einhergehenden Programm- und Führungswechsels der Partei aus.

## Publikationen (Auswahl)
- Speculation in a Flexible Exchange Rate System; MA Thesis, Kansas State University, Manhattan, KS 1981
- Zur Bedeutung von Wechselkurserwartungen für die Stabilität offener Volkswirtschaften: Eine theoretische Analyse auf der Basis alternativer Finanzmarktansätze der Wechselkursbestimmung; Dissertation, Marchal und Matzenbacher Wissenschaftsverlag, Krefeld 1986
- Reformvorbild USA: Eindrücke einer Gastprofessur an der University of Wisconsin, Milwaukee; Studium und Praxis, Zeitschrift des Fachbereichs Wirtschaft der THM, Gießen 2007
- Europäischer Zinslastenausgleich – eine sinnvolle Alternative zu EZB-Anleihekäufen; Wirtschaftsdienst, Ausgabe 02/2013, S. 120 ff.
- EZB "unplugged": Die ökonomischen Nebenwirkungen der EZB-Krisenpolitik; Studium & Praxis, Zeitschrift des Fachbereichs Wirtschaft, Gießen 2013; S. 18 ff.
- Targetsalden: Viel mehr als nur ein Haftungsrisiko; Wirtschaftsdienst, Ausgabe 02/2014, S. 133 ff.
- TTIP: Von Chlorhühnchen und Parmaschinken, Studium & Praxis, Zeitschrift des Fachbereichs Wirtschaft, Gießen 2015, S. 46 ff.
- Folgt nach "TTIP Leaks" nun doch "TTIP Light" ?, Wirtschaftsdienst, Ausgabe 96(6), Juni 2016, S. 397 ff.
- Der Brexit - ökonomische und politische Implikationen, Studium & Praxis, Ausgabe 31/2017, S. 33ff.
- Das Bundesverfassungsgericht läßt Klage gegen die Geldpolitik der EZB zu, Studium & Praxis, Ausgabe 31/2017, S. 40ff
- Kann Deutschland den Krisenländern der Eurozone helfen ? Wirtschaftsdienst 98 (3), 3/2018, S. 200–208